# Dádra a Nagar Havélí
Dadra a Nagar Haveli (hindsky दादर और नगर हवेली – Dādra aur Nagar Havelī, gudžarátsky દાદરા-નગરહવેલી – Dādrā-Nagarhavelī, anglicky Dadra and Nagar Haveli, česky také Dádra a Nagar-havéli) jsou dvě malá, spolu nesouvisející území na pomezí indických spolkových států Gudžarát a Maháráštra (130 km severně od Bombaje). Do ledna 2020 byla spravována jako svazové teritorium Indické republiky ústřední vládou v Dillí. V roce 2020 došlo ke sloučení s nedalekým územím Daman a Díu do jednoho teritoria Dádra a Nagar Havélí a Daman a Díu.
V prvních zmínkách o této oblasti se hovoří o vládě různých dynastií původního obyvatelstva národu Koli. V 13. století spadla celá oblast pod vládu rajputské dynastie, území Dadra a Nagar Haveli se stalo součástí malého státu Ramnagar až do poloviny 18. století, kdy moc přešla na dynastii Marathů. Od roku 1783 (Nagar Haveli) resp. 1785 (Dadra) patřilo území k Portugalské Indii.
V červenci 1954 převzali moc místní nacionalisté, kteří vytvořili proindickou správu, a protože se Indie zdráhala udělit portugalským jednotkám povolení k průchodu přes indické území (s účelem vzpouru potlačit), trval tento stav až do 11. srpna 1961, kdy Indie území anektovala a oficiálně včlenila jako svazové teritorium do Indie.
Dadra je enklávou na území státu Gudžarat, Nagar Haveli leží jen několik kilometrů jižněji mezi státy Gudžarat a Maharaštra. Celková rozloha činí 491 km², žije zde přibližně 344 tisíc obyvatel. Správním střediskem je Silvassa (také Silvasa, která má kolem 12 000 obyvatel).
Území je mírně zvlněné, dosahuje výšky jen něco málo přes 300 m n. m. a je přibližně z 40 procent zalesněné. Územím protéká řeka Damanganga (také Daman Ganga), která asi 25 km severozápadně ústí do moře (v distriktu Daman).
Nejvíce používaným jazykem je gudžarátština, dále maráthština a jiné. Obyvatelstvo tvoří hinduistická většina s malými křesťanskými a muslimskými menšinami. Kolem 80 procent obyvatelstva je zaměstnáno v zemědělství, kde značnou roli hraje pěstování rýže a prosa. V důsledku nízkých daní lze najít i omezený počet malých závodů a manufaktur zpracovatelského a chemického průmyslu.